# Intex-press
Intex-press — белорусский негосударственный еженедельник, издаваемый в Барановичах. Крупнейшее региональное издание в Белоруссии. Выходит каждую среду на 40 полосах формата А3.
Первый номер вышел 30 декабря 1994 года тиражом 4000 экземпляров. Издаётся на белорусском и русском языках.

## История
Главный редактор с 1996 года — Владимир Янукевич. На базе газеты в 2002 году создан Издательский дом «Интекс-пресс», издававший региональные еженедельники «Ганцавіцкі час», «Ляхавіцкі час», «Нясвіжскі час». До 2007 года в Пинске издавалась газета «Мясцовы час».
В 2006 году газета вместе с большинством белорусских независимых газет была исключена из государственной системы распространения: «Белпочты» и «Белсоюзпечати».
В 2004 году Белорусская ассоциация журналистов выдвинула издательский дом на соискание ежегодной премии немецкой газеты Die Zeit. Отмечалось, что издательский дом выпускает пять газет общим тиражом 67,5 тысяч экземпляров. Была подчёркнута роль Intex-Press в кампании солидарности с главным редактором газеты «Рабочы» Виктором Ивашкевичем, который отбывал наказание в виде принудительных работ в Барановичах и был трудоустроен в издании.
В 2009 году тираж газеты составлял 20 тысяч экземпляров.

## Репрессии 2021 года
15 апреля 2021 года главного редактора газеты Владимира Янукевича вызвал к себе межрайонный прокурор Александр Карлюк и вынес предупреждение Барановичской межрайонной прокуратуры за интервью со Светланой Тихановской, которое появилось на страницах издания 14 апреля. 26 апреля суд Барановичского района и города Барановичи (судья – Николай Кмита) оштрафовал Янукевича на 20 базовых величин: его обвинили в нарушении закона о СМИ в виде распространения информации в Интернете, распространение которой запрещено. 4 мая 2021 года Министерство информации вынесло предупреждении редакции за интервью. 5 мая 2021 года Брестский областной экономический суд (судья – Игорь Кондратюк) наказал Янукевича штрафом в размере 150 базовых величин уже за печатную версию интервью.
28 апреля 2021 года стало известно, что «Белпочта» не включит издание в подписной каталог на второе полугодие и не возьмёт его на продажу в отделениях. Также продавать газету отказались и частные торговые сети: «Белмаркет», «Марцін», «Доброном» и другие. 4 мая 2021 года в одностороннем порядке «Белсоюзпечать» отказалась продавать газету с 5 мая 2021 года, письмо об этом было подписано директором Брестского филиала государственного монополиста Татьяной Зиневич. 9 мая 2021 года в  одностороннем порядке Белорусский дом печати отказался печатать газету, письмо об этом было подписано заместителем генерального директора по производству и идеологической работе Юрием Ариховским.
Андрей Бастунец, председатель Белорусской ассоциации журналистов, отметил, что преследование «Intex-press» по всем направлениям было кем-то скоординированно. Представитель по вопросам свободы СМИ Тереза Рибейро осудила давление на «Intex-press», чтобы под предлогом борьбы с экстремизмом помешать работе СМИ.
8 июля 2021 года в редакции был произведён обыск в рамках масштабного погрома независимых белорусских СМИ. У сотрудников забрали технику.
29 декабря 2021 года сайт газеты был заблокирован.

## 2022—2023
В 2022 году журналист Intex-press Юрий Гонцаревич был арестован и приговорён к двум с половиной годам колонии по статье «содействие экстремистской деятельности» за фотографии российской военной авиатехники, отправленные белорусской службе Радио Свобода. В связи с этим в офисе издания прошёл обыск.
В начале февраля 2023 года Министерство информации Республики Беларусь разблокировало сайт издания. 16 февраля 2023 года задержали сотрудницу Intex-press, проводившую уличные опросы; 24 февраля её оштрафовали за пересылку информации из Telegram-канала, признанного в Беларуси экстремистским. За день до этого силовики провели осмотр в ООО «Издательский дом „Интекс-пресс“».
29 апреля 2023 года суд признал сайт и социальные сети Intex-press экстремистскими материалами.

## Сайт
С 2009 года начал развиваться новостной интернет-портал intex-press.by, который в 2016 году стал одним из 15 наиболее посещаемых интернет-СМИ Белоруссии.

## Награды
- 2004 году — премия имени Герда Буцериуса «Свободная пресса Восточной Европы»[26].
- 2013 год — первое место на конкурсе «Лучшая региональная газета-2013», организованном Белорусской ассоциацией издателей региональный прессы[27]
- 2014 год — диплом «Лучший интернет-сайт газеты» на конкурсе «Лучшая региональная газета-2014», организованном Белорусской ассоциацией издателей региональный прессы[28]
- 2015 год — диплом «Лучший интернет-сайт газеты» на конкурсе «Лучшая региональная газета-2015», организованном Белорусской ассоциацией издателей региональный прессы[29]
- 2016 год — первое место на конкурсе «Лучшая региональная газета-2016», организованном Белорусской ассоциацией издателей региональной прессы[30]
- 2017 год — первое место сайту газеты на конкурсе «Лучшая региональная газета-2017», организованном Белорусской ассоциацией издателей региональной прессы «Объединённые массмедиа»[30]